# 混種語
混種語（こんしゅご）または混血語（こんけつご、英: hybrid、独: hybrides Wort）とは、ある言語の形態素とそれとは別の言語の形態素を語源とした合成語のこと。特に日本語では語種の一種であり、和語・漢語・外来語という語種の異なる形態素からなる複合語のことを指す。他の言語では、例えば英語の場合、「自動車」を表す英語「Automobile」は、ギリシャ語のauto（αυτό、「自分で」）とラテン語のmobilis（「移動できる」）と2つの異なる言語を語源としている。

## 日本語の混種語

### 概要
日本語の語彙は、古来から存在する和語（やまとことば）、漢字の字音を元にした漢語（字音語）、漢語以外の借用語である外来語から構成される。だから、日本語において「混種語」といえば、これら三種 の二つ以上が混淆した語を指す。なお、現代日本語の語彙において、混種語が占める割合は、およそ5%程度であるという。

### 和語と漢語の結合
日本において「国語」と認識されている語彙は、固有語である和語と、上代〜平安初期にかけて中国語から借用された漢語とその字音を模倣して発生した和製漢語、さらにそれらの結合した複合語に分類することができる。
和語と漢語が結合した語彙を総称する用語にあまり一般的なものはないが、必要に応じて「和漢混淆語」「和漢雑糅語（わかんざつじゅうご）」などと呼ぶ。また、中国文学者の高島俊男は、「白菊夕刊語」と呼んだことがある。
漢語が日本に流入して間もないころは、漢語は外国語と認識されており、和語と漢語が結合して語彙化した例は限られていた。しかし、時代を経るにつれて、こうした例は徐々に増加していき、平安中期に著された『源氏物語』には「院方（ゐんがた）」、「絵所（ゑどころ）」という語が出現し始め、鎌倉時代における『平家物語』には「座敷（ざしき）」、「分捕（ぶんどり）」など現在でも使用される語が登場している。
江戸時代には、「関所（せきしょ）」、「宿場（しゅくば）」のように複合語と意識されにくい語も使用され、現代では「台所（だいどころ）」、「気持（きもち）」、「場所（ばしょ）」、「荷物（にもつ）」などと基礎語彙の一部にも和漢混淆語が浸透している。
こうした現状で、和語、漢語、和漢混淆語が意識的に区別される場面はごく限られている。一方で、国語の教育水準が向上し、漢字文化に親しむ者が増えつつある現代においては、和漢混淆語が「非模範的である」あるいは「誤用である」と認識されるようになった。今日では複数の漢字で構成される熟語のうち、上の字が音読みされ、下の字が訓読みされる場合を「重箱読み」、反対に上の字が訓読みされ、下の字が音読みされる場合を「湯桶読み」と呼び、慣用になっているもの以外は、使うべきではないとする意見もある。特に日本語の乱れが問題視されるようになってからは、極端な例ではあるが「『肉汁』を“にくじる”と読んだ場合、“にく”は音読み、“じる”は訓読み、すなわち湯桶読みをしてしまっており、不適切な読み方である。本来ならば“にくじゅう”と読むべきだ」などと主張する者すら存在する。
なお、本来は漢語である「化学（かがく）」、「私立（しりつ）」、「買春（ばいしゅん）」などの語を同音異字語と紛らわしいからという理由で、それぞれ「ばけがく」、「わたくしりつ」、「かいしゅん」などと意図的に音読みと訓読みを混ぜて読む場合もあるが、これらは和漢混淆語ではない。

### 外来語を含む混種語
外来語は、日本語にとって異質な語彙であると意識されることが多いため、外来語を含む混種語は、慣用が久しい外来語を用いたものがほとんどである。なお、和語、漢語、外来語の三種すべてを含む混種語はごく少数であるという。
外来語を含む混種語の例
- カップ麺 - 「カップ」（外来語）＋「麺」（漢語）
- ソーダ水 - 「ソーダ」（外来語）＋「水」（漢語）
- 粉ミルク - 「粉」（和語）＋「ミルク」（外来語）
- 足フェチ - 「足」（和語）＋「フェチ」（外来語）
- 輪ゴム - 「輪」（和語）＋「ゴム」（外来語）
- ガラス窓 - 「ガラス」（外来語）＋「窓」（和語）
- 金ボタン - 「金」（漢語）＋「ボタン」（外来語）
- ガス器具 - 「ガス」（外来語）＋「器具」（漢語）
- 製パン - 「製」（漢語）＋「パン」（外来語）
- 乗合タクシー - 「乗合」（和語）＋「タクシー」（外来語）

三種すべて含む混種語の例
- 駅前ビル - 「駅」（漢語）＋「前」（和語）＋「ビル」（外来語）
- 客寄せパンダ - 「客」（漢語）＋「寄せ」（和語）＋「パンダ」（外来語）
- カメラ小僧 - 「カメラ」（外来語）＋「小」（和語）＋「僧」（漢語）
- マンション管理組合 - 「マンション」（外来語）＋「管理」（漢語）＋「組合」（和語）
- 大型観光バス - 「大型」（和語）＋「観光」（漢語）＋「バス」（外来語）
- 折れ線グラフ - 「折れ」（和語）＋「線」（漢語）＋「グラフ」（外来語）
- パン食い競走 - 「パン」（外来語）＋「食い」（和語）＋「競走」（漢語）
- パルス幅変調 - 「パルス」（外来語）＋「幅」（和語）＋「変調」（漢語）

また、外国語（漢語以外）の名詞が派生して、用言化したものも混種語とみなすことがある。
外国語の用言化の例
- サボる - 仏: sabotage のラ行五段活用動詞化
- ナウい - 英: now の形容詞化

さらに外来語同士の結合でも、その出自が異なる場合は、厳密な意味での混種語である。しかし、日本語の運用の際、混種語としてほとんど意識されず、問題にもならないので、単に外来語とみなすことの方が多い。また、これらは、日本においての造語であるので和製外来語の一種であるといえる。
出自の異なる外来語の結合の例
- 「レーズンパン」 - 「レーズン」 < 英: raisin ＋ 「パン」 < 葡: pão
- 「ヘアサロン」 - 「ヘア」< 英: hair ＋ 「サロン」 < 仏: salon
- 「テーマパーク」 - 「テーマ」 < 独: Thema ＋ 「パーク」 < 英: park

## 英語の混種語

### 概要
英語で最も一般的な混種語の形式はラテン語とギリシャ語を語源的に合成したものである。英語の多くの接頭辞と接尾辞はラテン語かギリシャ語を語源としている。ある言語を語源とする接頭辞か接尾辞を直接、違う言語を語源としてできた英語に追加すると、混種語ができる。
そのような異種の語源の混合を間違った形と見なす意見もある。一方で、両方（またはすべて）の形態素が既に英語の辞書に存在するという理由から、こうした混合は単に造語を作るための2つ（あるいはそれ以上）の英語の形態素の合成にすぎず、妥当であるという意見もある。

### 例
ラテン語は「羅」、ギリシャ語は「希」で示す。
- Aquaphobia（水恐怖症） - aqua（羅：水）+phobia（希：恐怖、φοβία）。混種語ではない「Hydrophobia」があるが、これは狂犬病の症状を指す語である。
- Bigamy（重婚） - bis（羅：二度）+gamos（希：結婚、γαμος）。
- Bioluminescence（生物発光） - bios（希：生命のある、βιος）+lumen（羅：光）。
- Dysfunction（機能障害） - dus-（希・悪い、δυσ-）+functio（羅）。
- Electrocution（電気椅子による処刑） - ēlektron（希：琥珀、ἤλεκτρον）のかばん語であるelectricity（電気）+exsequere（羅：やり遂げる）を語源とするexecution（処刑）。
- Hexadecimal（十六進法） - hex（希：6）+decimus（羅：10の）。
- Homosexual（同性愛） - homos（希：同じ、ὁμός）+sexus（羅：性別）。トム・ストッパードの戯曲『The Invention of Love』で主人公のアルフレッド・エドワード・ハウスマン（実在の詩人。Alfred Edward Housman）は「Homosexuality? なんたる粗野! 半分ギリシャで半分ラテンだ!」と言う。
- Hyperactive（異常に活動的な） - hyper（希：過度の、ὑπέρ）+activus（羅）。
- Hypercorrection（過剰修正） - hyper（希）+correctio（羅）
- Hyperextension（過伸展） - hyper（希）+extensio（羅：伸ばす）
- Hypervisor（ハイパーバイザ） - hyper（希）+visor（羅：予知能力者、先見の明のある人）。「supervisor（スーパーバイザー）」は混種語ではない。
- Liposuction（脂肪吸引法） - lipos（希：脂肪の多い）+suctio（羅・吸い出す）
- Macroinstruction（マクロ命令） - makros （希：長い、μακρος）+instructio（羅）
- Mega-annum（MA（百万年）） - megas'（希：長い、μέγας）+annum（羅：年）
- Metadata（メタデータ） - meta（希）+data（羅）
- Microvitum（マイクロヴァイタム。P・R・サーカー参照） - mikros（希：小さい、μικρος）+vitum（似非ラテン語）。
- Monoculture（モノカルチャー） - monos（希：1つの、μόνος）+cultura（羅）。
- Monolingual（一言語主義） - monso（希）+lingua（羅：舌）。
- Neonate（新生児） - neos（希：新しい、νέος）+natus（羅：誕生）。
- Neuroscience（神経科学） - neuron（希：腱）+sciens（羅：知識を持つ）。
- Neurotransmitter（神経伝達物質） - neuron（希）+trans（羅：〜を越えて）+mittere（羅：送ること）。
- Nonagon（九角形） - nonus（羅：9つの）+gonon（希：角、γωνον）。同じく九角形を意味する「enneagon」は混種語ではない。
- Pandeism（汎理神論） - pan（希：全、πάν）+deus（羅：神）。「pantheism（汎神論）」は混種語ではない。
- Periglacial（周氷河の） - peri（希）+glacialis（羅）
- Polyamory（ポリアモリー） - polys（希：多くの、πολύς）+amor（羅：恋）。
- Quadraphonic（4チャンネルステレオ） - quattuor（羅：4）+-phonikos（希）。
- Quadriplegia（四肢麻痺） - quattuor（羅）+-plegia（希）。
- Sociology（社会学） - socius（羅）+logos（希、λόγος）。
- Sociopath（社会病質者） - socius（羅）+-pathes（希）。
- Television（テレビ） - tēle（希：離れて、τῆλε）+videre（羅：見ること）。
- Tonsillectomy（扁桃腺摘出術） - tonsillae（羅：分岐すること）+ektomia（希、切ること）。